# Ongjin
Ongjin (Hán-Việt: Úng Tân) là một huyện ở phía nam thuộc tỉnh Nam Hwanghae, Bắc Triều Tiên. Huyện tọa lạc trên bán đảo Ongjin ở biển Hoàng Hải. Huyện được chia ra thành 1 ŭp (thị trấn), 23 ri (làng) và 3 khu vực lao động. Kinh tế chủ yếu là sản xuất nông nghiệp với các loại nông sản như ngô, đỗ, khoai lang, bông vải.